# Emurena fernandezi
Emurena fernandezi là một loài bướm đêm thuộc phân họ Arctiinae, họ Erebidae.